# 入江正之

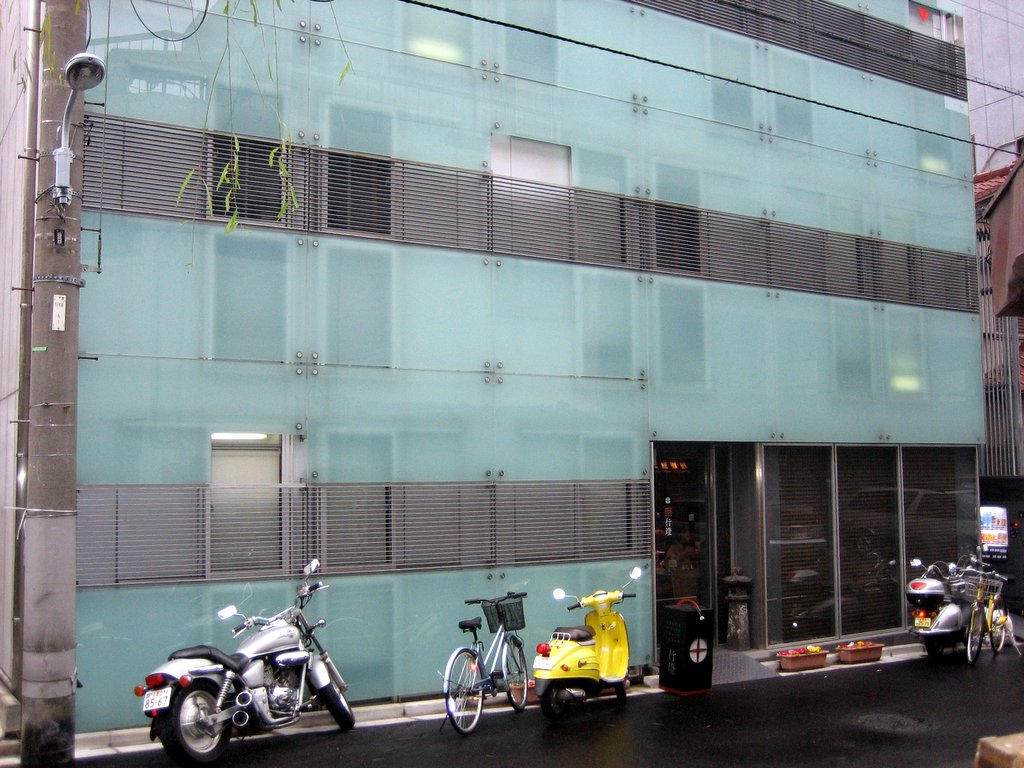
行燈旅館外観（東京都台東区）

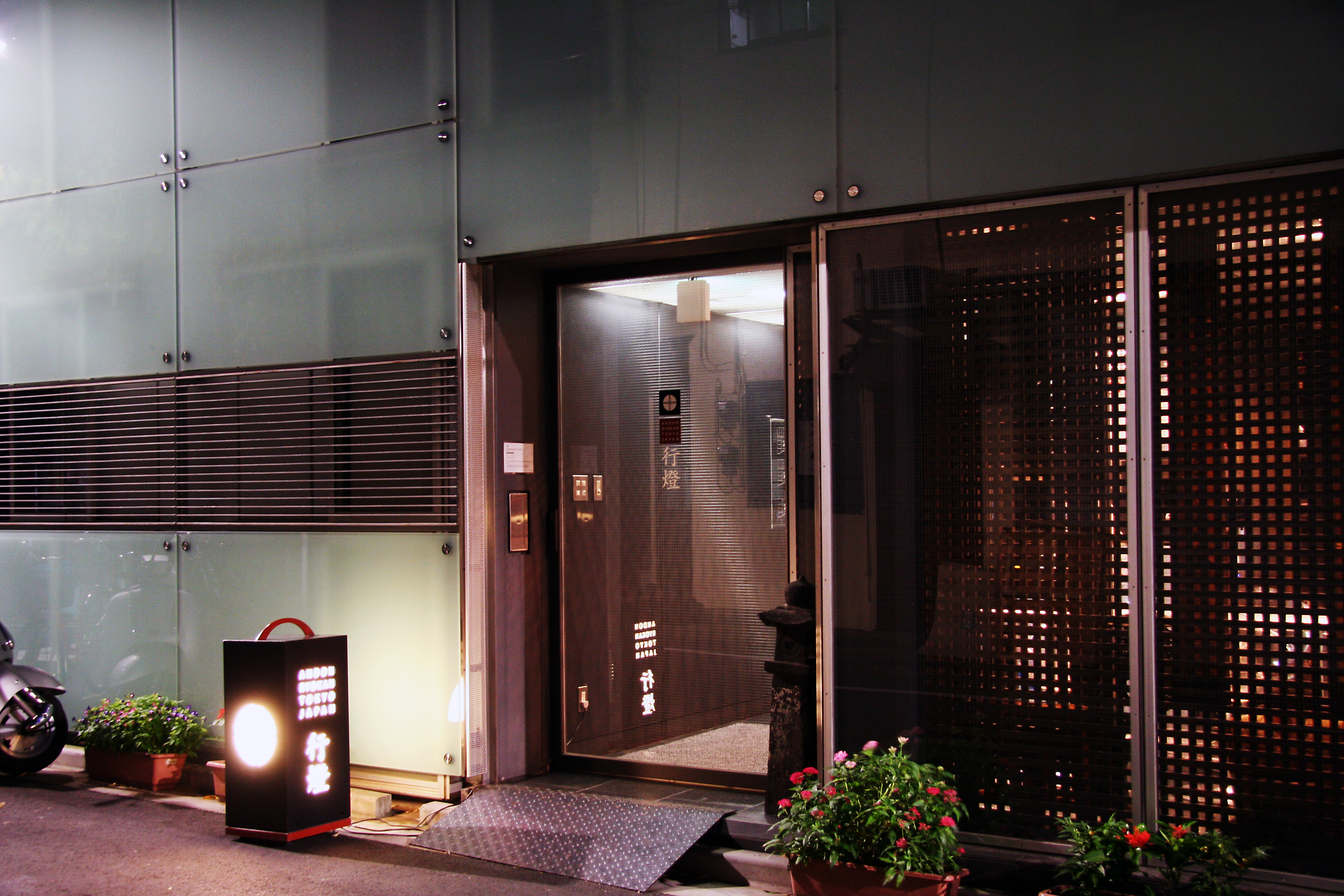
行燈旅館入口

入江 正之（いりえ まさゆき、1946年 - ）は、日本の建築家。早稲田大学理工学部建築学科名誉教授。スペイン、カタルーニャ地方の建築史を研究。アントニ・ガウディに関する著作も多い。

## 略歴
1946年、熊本県熊本市生まれ。熊本県立済々黌高等学校を経て、1969年、早稲田大学理工学部建築学科卒業。1972年、同大学大学院修士課程修了。
1987年まで早稲田大学の池原義郎研究室の助手を務める。1977・78年、スペイン政府給付生としてバルセロナ工科大学のガウディ講座に留学。1987年から95年まで、室蘭工業大学助教授。
1995年、早稲田大学理工学部建築学科教授に着任。同工学博士。2017年、早稲田大学創造理工学部建築学科教授を退任。

## 受賞歴
- 1990年 「アントニオ・ガウディ・イ・コルネットに関する一連の研究」で日本建築学会賞論文賞受賞
- 1996年 「内と外の間-4　KA邸」で東京都建築士事務所協会住宅部門優秀賞受賞
- 2005年 「行燈旅館」で日本建築学会作品選奨受賞
- 2009年 「実験装置/masia2008」で第22回村野藤吾賞受賞

## 不祥事・欠陥住宅
- 早稲田大学の教授であった2004年当時、学生時代の同級生が施主となる住宅建築に際し 入江が建築士として設計・監理業務を受注したところ、著しく外見やデザイン性ばかりに偏り、住宅において本来もっとも重要であるはずの居住性・快適性に乏しい欠陥住宅（地上3階・鉄筋コンクリート造）を建てた[1]。このため施主側と当然のごとくトラブルとなり、ずさんな設計・施工監理を行ったとして損害賠償請求訴訟の被告人となった。

この訴訟は最高裁判所まで争われたが、最終的に施主側が勝訴し 入江の敗訴が確定した。
- その数年後、施主は入江が設計した欠陥住宅を解体したが、その際に撮影された映像にも入江のずさんな設計、そして施工会社の手抜き工事の驚くべき実態が次々に明らかとなった[2]。

## 著書
- 『アントニオ・ガウディ論』早稲田大学出版部、1997年（新装版；1985年初版）ISBN 4657974173
- 『ガウディの言葉』彰国社、1991年 ISBN 439500315X
- 『図説ガウディ　地中海が生んだ天才建築家』河出書房新社、2007年 ISBN 9784309760971

## 訳書
- エンリケ・カサネリェス『アントニオ・ガウディ　その新しいヴィジョン』相模書房、1978年
- ファン・バセゴーダ・ノネール、フランソワ・ルネ・ロラン『ガウディの作品　芸術と建築』六耀社、1985年 ISBN 4897370396
- サビエル・グエル『ガウディの世界』彰国社、1988年 ISBN 4395050808
- ラケル・ラケスタ、アントニ・ゴンザーレズ『カタロニア近代の建築』彰国社、1992年 ISBN 4395050840
- サビエル・グエル『ガウディ』彰国社、1992年 ISBN 4395050859